# Can’t Hold Us
Can’t Hold Us (englisch etwa für „kann uns nicht halten“) ist ein Lied des US-amerikanischen Hip-Hop-Duos Macklemore & Ryan Lewis, dessen Refrain von dem Sänger Ray Dalton gesungen wird. Der Song ist die zweite Singleauskopplung ihres Debütalbums The Heist und wurde am 16. August 2011 veröffentlicht, jedoch erst 2013 weltweit bekannt.

## Inhalt
Can’t Hold Us ist ein Partysong, der die Hörer zum Tanzen animiert. Dabei rappt Macklemore aus der Perspektive des lyrischen Ichs über seine Anfänge und seinen jetzigen Status als Independent-Rapper im Rampenlicht, der durch die Welt reist und überall auftritt. Er preist seine Heimatstadt und alle Leute, die ihn auf seinem Weg unterstützt haben, wobei er sich explizit gegen Musiklabels wendet, die ihm nichts vorzuschreiben hätten. Ray Dalton fordert im Refrain die Leute auf, ihre Hände in die Höhe zu heben und die ganze Nacht zur Musik abzugehen.

“Can we go back? This is the moment

Tonight is the night, we’ll fight ’til it’s over

So we put our hands up

Like the ceiling can’t hold us”

## Produktion
Der Song wurde von Ryan Lewis produziert, der zusammen mit Macklemore und Ray Dalton auch als Autor fungierte.

## Musikvideo
Bei dem zu Can’t Hold Us gedrehten Musikvideo, das sieben Minuten lang ist, führten Ryan Lewis, Jason Koenig und Jon Jon Augustavo Regie. Es feierte am 17. April 2013 Premiere und verzeichnet auf YouTube über eine Milliarde Aufrufe (Stand Januar 2024). Die Dreharbeiten fanden 17 Tage lang, auf zwei Kontinenten und an 16 verschiedenen Drehorten statt, vom Nordwest-Pazifik über Südkalifornien bis nach Cathedral Cove auf Neuseeland. Einige Teile wurden auf dem Segelschiff Lady Washington gedreht.
Zu Beginn trägt Macklemore eine Wolfsmütze und fährt unter anderem auf einem von Huskys gezogenen Schlitten im Wald durch den Schnee. Andere Aufnahmen zeigen weitere Personen im Schnee sowie in der Wüste mit einem Kamel. Als Macklemore beginnt zu rappen, wechselt die Szenerie auf das Segelschiff, wo er – umgeben von zahlreichen anderen Personen – den Song singt. Er läuft mit dem Kamel rappend durch eine Stadt, singt vor einem jubelnden Publikum, fährt auf einem Anhänger über ein Feld oder befindet sich am Strand. Oft ist auch eine Flagge mit der Aufschrift „The Heist“ im Bild zu sehen. Auf einem Dach spielt eine Gruppe Blasinstrumente, während Ray Dalton mit der Fahne durch die Landschaft läuft. Ryan Lewis hat ebenfalls mehrere Statistenrollen im Video. Gegen Ende ist Macklemore als Fallschirmspringer zu sehen, der nach der Landung eine große „The-Heist“-Fahne auf einem Turm hisst.
Bei den MTV Video Music Awards 2013 wurde es in den Kategorien Best Hip-Hop Video und Best Cinematography ausgezeichnet.

## Single

### Covergestaltung
Das Singlecover zeigt eine Straße in einer weitläufigen Steppe, am Horizont sind Berge zu erkennen. Oben im Himmel befinden sich die weißen Schriftzüge Macklemore & Ryan Lewis sowie Can’t Hold Us.

### Titelliste
1. Can’t Hold Us – 4:18
2. Wing$ – 5:00

### Chartplatzierungen
Can’t Hold Us stieg am 18. Januar 2013 auf Platz 97 in die deutschen Singlecharts ein und erreichte am 3. Mai 2013 mit Rang zwei die beste Platzierung. Insgesamt war das Lied 16 Wochen in den Top 10 und 180 Wochen lang in den Top 100 vertreten, womit es zu den Liedern, die am längsten in den deutschen Singlecharts verweilten, zählt. Besonders erfolgreich war der Song in den Vereinigten Staaten, Australien und Schweden, wo er jeweils die Chartspitze belegte. Weitere Top-10-Platzierungen gelangen unter anderem in Belgien, Frankreich, Österreich, Finnland, der Schweiz, Dänemark, Norwegen, Neuseeland und Italien. In den deutschen Single-Jahrescharts 2013 erreichte das Lied Position sechs.
| ChartsChartplatzierungen       | Höchstplatzierung | Wochen |
| ------------------------------ | ----------------- | ------ |
| Deutschland (GfK)              | 2 (180 Wo.)       | 180    |
| Österreich (Ö3)                | 3 (147 Wo.)       | 147    |
| Schweiz (IFPI)                 | 4 (… Wo.)         | …      |
| Vereinigte Staaten (Billboard) | 1 (39 Wo.)        | 39     |
| Vereinigtes Königreich (OCC)   | 3 (44 Wo.)        | 44     |

| ChartsJahrescharts (2013)      | Platzierung |
| ------------------------------ | ----------- |
| Deutschland (GfK)              | 6           |
| Österreich (Ö3)                | 7           |
| Schweiz (IFPI)                 | 9           |
| Vereinigte Staaten (Billboard) | 5           |
| Vereinigtes Königreich (OCC)   | 13          |

| ChartsJahrescharts (2022) | Platzierung |
| ------------------------- | ----------- |
| Deutschland (GfK)         | 82          |
| Schweiz (IFPI)            | 42          |

| ChartsJahrescharts (2023) | Platzierung |
| ------------------------- | ----------- |
| Deutschland (GfK)         | 67          |
| Österreich (Ö3)           | 25          |
| Schweiz (IFPI)            | 16          |

| ChartsJahrescharts (2024) | Platzierung |
| ------------------------- | ----------- |
| Schweiz (IFPI)            | 31          |

| ChartsJahrescharts (2010–2019) | Platzierung |
| ------------------------------ | ----------- |
| Österreich (Ö3)                | 80          |
| Vereinigte Staaten (Billboard) | 71          |
| Vereinigtes Königreich (OCC)   | 69          |

### Auszeichnungen für Musikverkäufe
Can’t Hold Us erhielt im Jahr 2013 in Deutschland für mehr als 450.000 verkaufte Einheiten eine dreifache Goldene Schallplatte. In den Vereinigten Staaten wurde es 2022 für über zehn Millionen Verkäufe mit einer Diamant-Schallplatte ausgezeichnet. Mit weltweit mehr als 16 Millionen ausgezeichneten Verkäufen zählt es zu den kommerziell erfolgreichsten Rapsongs.
| Land/Region                  | Auszeichnungen für Musikverkäufe (Land/Region, Auszeichnung, Verkäufe) | Verkäufe   |
| ---------------------------- | ---------------------------------------------------------------------- | ---------- |
| Australien (ARIA)            | 13× Platin                                                             | 910.000    |
| Belgien (BRMA)               | 2× Platin                                                              | 60.000     |
| Dänemark (IFPI)              | Gold                                                                   | 15.000     |
| Deutschland (BVMI)           | 3× Gold                                                                | 450.000    |
| Finnland (IFPI)              | —                                                                      | 23.741     |
| Frankreich (SNEP)            | Diamant                                                                | 250.000    |
| Italien (FIMI)               | 5× Platin                                                              | 250.000    |
| Kanada (MC)                  | 4× Platin                                                              | 320.000    |
| Mexiko (AMPROFON)            | 3× Gold                                                                | 90.000     |
| Neuseeland (RMNZ)            | 8× Platin                                                              | 240.000    |
| Niederlande (NVPI)           | 4× Platin                                                              | 320.000    |
| Österreich (IFPI)            | 6× Platin                                                              | 180.000    |
| Portugal (AFP)               | 5× Platin                                                              | 50.000     |
| Schweden (IFPI)              | 2× Platin                                                              | 80.000     |
| Schweiz (IFPI)               | Platin                                                                 | 30.000     |
| Spanien (Promusicae)         | 4× Platin                                                              | 240.000    |
| Vereinigte Staaten (RIAA)    | Diamant                                                                | 10.000.000 |
| Vereinigtes Königreich (BPI) | 5× Platin                                                              | 3.000.000  |
| Insgesamt                    | 3× Gold · 61× Platin · 2× Diamant ·                                    | 16.508.741 |

Hauptartikel: Macklemore & Ryan Lewis/Auszeichnungen für Musikverkäufe